# Violetter Seeigel
Der Violette Seeigel (Sphaerechinus granularis) ist ein im Mittelmeer und östlichen Atlantik vorkommender Seeigel.

## Merkmale
Der Violette Seeigel erreicht Gehäusedurchmesser bis 13 cm. Die Bauchseite ist deutlich abgeflacht. Die stumpfen Stacheln werden bis zu 2 cm lang und stehen sehr dicht. Die Färbung der Stacheln reicht von violett bis weiß. Zwischen den Stacheln sitzen Pedicellarien, von denen einige mit Giftdrüsen versehen sind.

## Lebensweise
Die Nahrung besteht aus Seegraswurzeln samt dem Aufwuchs als auch Algenrasen, die Felsen überziehen.

## Vorkommen
Das Verbreitungsgebiet umfasst das gesamte Mittelmeer und den östlichen Atlantik unterhalb von 2 m und bis zu 100 m Tiefe. In ruhigem Wasser wie im Wurzelgeflecht der Seegraswiesen kommt der Seeigel bereits im flachen Wasser vor. In bewegtem Wasser, wie etwa an Felswänden mit Brandung, sind die Tiere nicht in der Lage, sich mit den kleinen Saugfüßchen am Untergrund festzuhalten. Dort findet sich der Violette Seeigel erst in tieferen Bereichen. Es werden Felsböden und Seegraswiesen besiedelt.